# Семенчино
Семе́нчино (рос. Семенчино, чув. Шăнчас) — присілок у складі Козловського району Чувашії, Росія. Входить до складу Янгільдінського сільського поселення.
Населення — 160 осіб (2010; 168 у 2002).
Національний склад:
- чуваші — 90 %